# Komplex Mítikah
Der Komplex Mítikah (spanisch Complejo Mítikah, wobei Mítikah ein Homonym ist von Mítica, auf Deutsch mystisch) ist ein seit September 2022 vollständig fertiggestellter Hochhauskomplex aus den zwei Türmen Mítikah Torre A und Mítikah Torre M sowie einem Einkaufszentrum in der mexikanischen Hauptstadt Mexiko-Stadt. Der höhere der beiden Wolkenkratzer ist mit 267,3 Metern einer der höchsten des Landes sowie Lateinamerikas.

## Standort
Der Hochhauskomplex steht an der Avenida Río Churubusco 601 im Stadtbezirk Benito Juárez rund 7 Kilometer südsüdwestlich des Stadtzentrums. Die nächste Station der U-Bahn Mexiko-Stadt ist Coyoacán auf der Linie 3 kaum 300 Meter nordwestlich.

## Geschichte

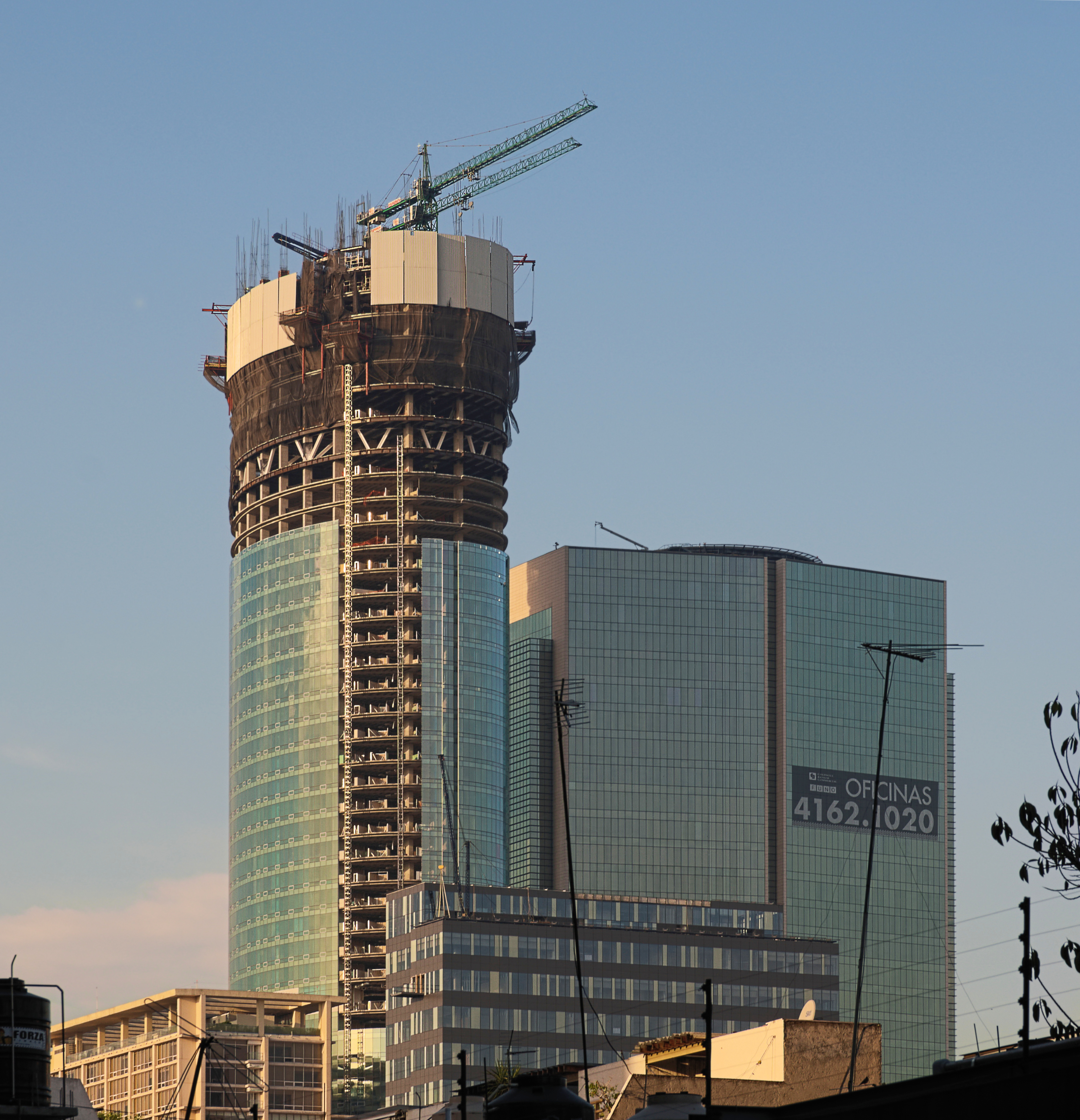
Torre A im Bau neben dem eröffneten Torre M (März 2020)

Die Vorarbeiten an dem Komplex starteten im Frühjahr 2008. Damals waren zwei Hochhäuser mit 60 und 33 Geschossen vorgesehen: der von César Pelli entworfene Mítikah Torre Insignia mit 265 Metern Höhe und der von Richard Meier & Partners entworfene Mítikah Torre Oficinas mit 148 Metern Höhe, der bis 2015 fertig gestellt werden sollte. Im Oktober 2013 wurde das Projekt auf 49 sowie 17 Geschosse reduziert, ist aber auch mit den reduzierten Flächen nicht erfolgreich vermarktet worden. Dazu kamen fehlende Baugenehmigungen, sodass die Bauarbeiten 2014 gestoppt wurden. Fibra Uno übernahm das Projekt und wollte im Herbst 2015 den Bau wieder aufnehmen. Aber auch dies scheiterte und so kam es im Frühjahr 2016 zu einer vollständigen Neuplanung des Gesamtkomplexes durch Pelli. Bereits im Mai des Jahr erfolgte der erneute Baustart für beide Hochhäuser. Der nunmehr als Torre M bezeichneten Büroturm sollte jetzt 36 Geschosse erhalten und 176 Meter hoch werden. Er konnte bereits 2019 fertiggestellt und im Anschluss bezogen werden. Der Hauptturm Torre A, der im September 2016 nochmals umgeplant und wieder von 49 auf 70 Geschosse und 267 Meter erhöht wurde, war dann zu Beginn von 2022 baulich abgeschlossen und wurde am 24. September des Jahres gemeinsam mit dem Einkaufszentrum offiziell eröffnet.
Die Bauarbeiten wurden begleitet von wiederholten Protesten der ortsansässigen Bevölkerung des Stadtteils Xoco, die unter anderem im Mai 2019 die massiven Baumfällungen kritisierten. Die Eigentümergesellschaft Fibra Uno wurde daraufhin wegen Verstoßes gegen Artikel 345 des Strafgesetzbuches zu 40,8 Millionen Pesos, umgerechnet 1,87 Millionen Euro, Geldstrafe für 80 abgeholzte Bäume verurteilt. Zwei Jahre später organisierte die Bevölkerung eine Wiederaufforstung.

## Nutzung
Der Mítikah Torre A, auch Torre Residencial genannt, ist ein Hochhaus mit überwiegender Wohnnutzung sowie Einzelhandelsflächen. Die ursprünglich geplante Mitnutzung durch ein Hotel konnte nicht umgesetzt werden.
Der kleinere Mítikah Torre M, auch Torre Oficinas genannt, ist ein bereits 2019 fertig gestelltes Bürohochhaus mit acht Geschossen Einzelhandelsflächen. Auf dem Dach befindet sich ein Heliport.

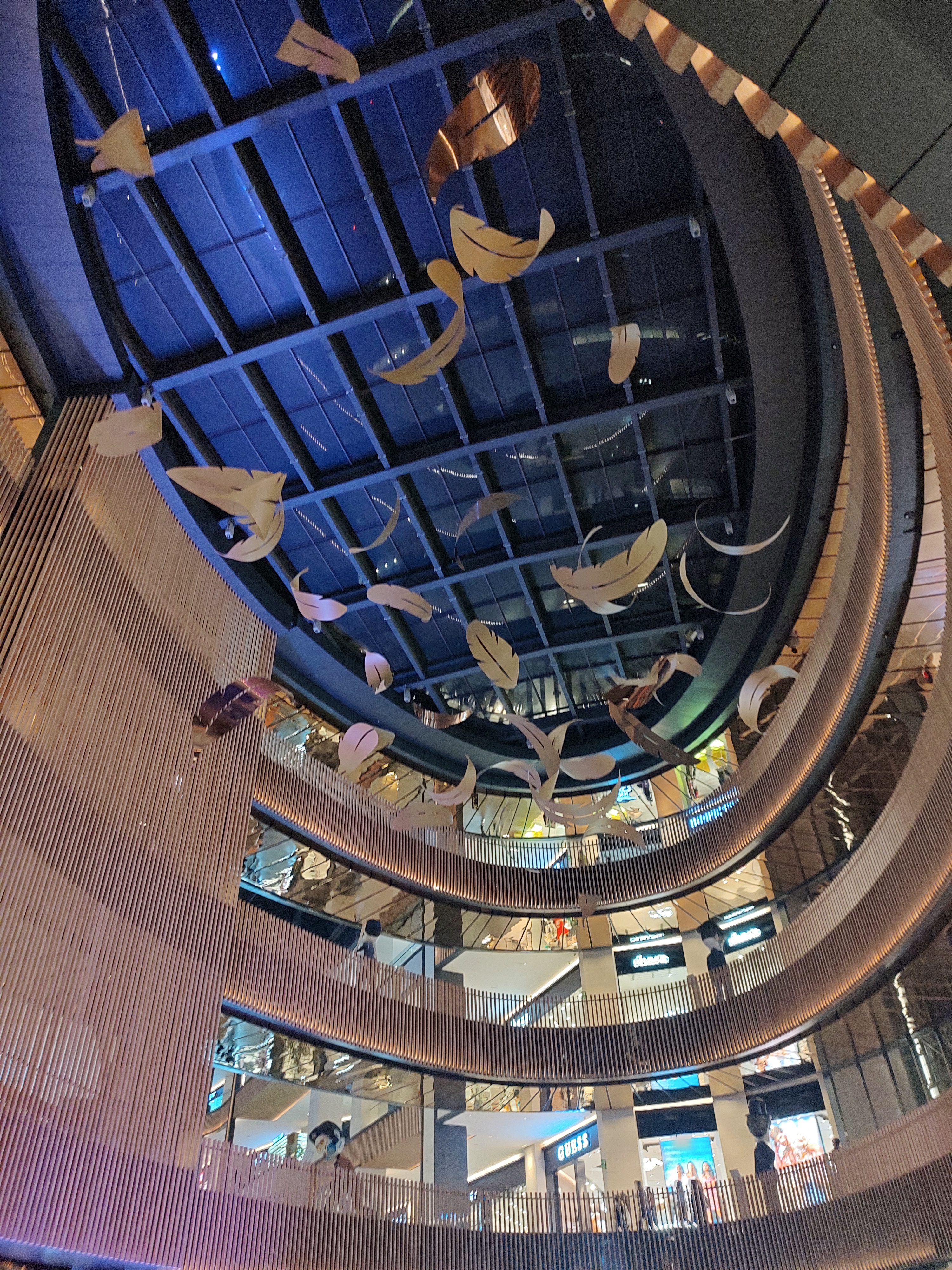
Das Innere des Einkaufszentrums (2022)

Das Einkaufszentrum Centro Commercial Mítikah (CCM), ebenfalls von Pelli entworfen und mit 185 Millionen US-Dollar Baukosten kalkuliert, umfasst rund 260 Geschäfte auf fünf Geschossen mit insgesamt 120.000 Quadratmetern Nutzfläche. Es hat viele Geschäfte des nahegelegenen Centro Coyoacán aufgenommen, das mit 13.000 Quadratmetern deutlich kleinere und in die Jahre gekommene Einkaufszentrum von 1989, entworfen durch Javier Sordo Madaleno. Dessen Eigentümer und Ankermieter, die mexikanische gehobene Kaufhauskette El Palacio de Hierro, zog ebenfalls in das CCM um. Der Haupteingang des Zentrums liegt nach Norden zur Calle Real Mayorazgo und bietet damit den kürzesten Fußweg zur U-Bahn-Station Coyoacán.

## Auszeichnungen
Der Mítikah Torre A erhielt 2023 von der CTBUH die Auszeichnung Award of Excellence als Best tall building Americas 2023.